# Municipality of Kogarah
Municipality of Kogarah is een Local Government Area (LGA) in Australië in de staat New South Wales in de agglomeratie van Sydney. Municipality of Kogarah telt 55.861 inwoners. De hoofdplaats is Kogarah.